# Oslofjord
De Oslofjord (Noors: Oslofjorden) is een 107 km lange fjord in het zuidoosten van Noorwegen.
De fjord loopt in noord-zuidrichting van de monding in het Skagerrak bij Færder in het zuiden tot Oslo bij de kop, langs de provincies Akershus, Oslo, Østfold en Vestfold.
De Drøbaksund, een zeventien kilometer lange engte tussen Drøbak en Hurum, verdeelt de fjord in een binnen- (Indre Oslofjord) en buitenfjord (Ytre Oslofjord). Op dit smalle stuk ligt de Oslofjordtunnel. Naar grootte is het de vijfde fjord van Noorwegen.

## Belang
De regio rond de Oslofjord is het dichtstbevolkte gedeelte van Noorwegen. Ongeveer 40% van de bevolking van het land kan de Oslofjord binnen een uur met de auto bereiken. Ook 40% van de werkgelegenheid bevindt zich hier. Daardoor dient de fjord als recreatiegebied dicht bij huis, zowel te land als te water. Ook is de Oslofjord een drukke route voor vracht- en passagiersschepen. De Oslofjord is een van de negen locaties van het klasse 1 wereld-powerboatkampioenschap.
De Noorse schilder Edvard Munch had een huisje met een atelier in Åsgårdstrand aan de fjord. Het is op meerdere van zijn schilderijen te zien, waaronder De Schreeuw en Meisjes op een brug.

## Geschiedenis
Met zijn talrijke havens, zijarmen en aftakkingen bood het gebied rond de Oslofjord reeds in de ijzertijd gunstige voorwaarden voor vestiging. Vroege sporen van menselijke nederzettingen gaan terug tot in de jonge steentijd. In de overgang van de Vikingtijd naar de vroege Middeleeuwen, rond het jaar 1000, begonnen marktplaatsen en groepen boerderijen zich tot steden te ontwikkelen. Door de stijging van het land ligt het zeeniveau nu vier meter lager dan toen, zodat veel van deze plaatsen nu een paar kilometer van de huidige oever van de Oslofjord liggen. Later werden er, om militair-strategische of commerciële redenen, meer steden gesticht, zoals Oslo en Tønsberg.

### Tweede Wereldoorlog
De fjord was in 1940 het toneel van een bepalende gebeurtenis in de Duitse invasie van Noorwegen. De invasie, Operatie Weserübung, omvatte een geplande landing van 1000 soldaten die per schip naar Oslo gebracht werden. Kolonel Eriksen, bevelhebber van Fort Oscarsborg nabij Drøbak, dat vooral onderhouden wordt voor historische doeleinden, bracht het Duitse oorlogsschip Blücher in de Drøbaksund tot zinken.
Door het verzet van het fort was de route naar Oslo geblokkeerd en liep de rest van de Duitse troepen vertraging op, zodat de koninklijke familie en het parlement geëvacueerd konden worden en de nationale schatkist in veiligheid gebracht kon worden. Het resultaat was dat Noorwegen zich nooit heeft overgegeven aan de Duitsers, zodat de regering-Quisling onrechtmatig bleef en Noorwegen als een geallieerde macht mee kon doen aan de oorlog, in plaats van als een overwonnen natie.

## Getijden
Door de noord-zuid ligging (de maanbewegingen zijn oost-west) en de aansluiting op diep zeewater zijn er nauwelijks getijden en kan de landvegetatie tot vrij dicht bij het water ontwikkelen.

## Zij- en deelfjorden
- Buiten-Oslofjord (Ytre Oslofjord)
  - Krokstadfjord
  - Kurefjord
  - Værlebukta
  - Sandebukta
  - Drammensfjord
  - Mossesund
- Drøbaksund
- Binnen-Oslofjord (Indre Oslofjord)
  - Vestfjord
  - Bunnefjord